# Катарина фон Золмс-Спонхайм
Катарина фон Золмс (на немски: Katharina (2) von Solms; † сл. 2 май 1399) е графиня от Золмс в Бургзолмс и чрез женитба господарка на Изенбург и Гренцау.

## Произход
Тя е дъщеря на граф Йохан I фон Золмс-Спонхайм († 1354/1356) и Ирмгард фон Билщайн († сл. 1371), дъщеря на Дитрих II, господар на Билщайн († 1335), и графиня Катарина фон Арнсберг († 1362).

## Фамилия
Катарина фон Золмс-Бургзолмс се омъжва пр. 25 февруари 1341 г. за Салентин IV фон Изенбург († сл. 1364), господар на Изенбург и Гренцау, син на Салентин III фон Изенбург-Бурглар († 1351) и втората му съпруга Мехтилд фон Коберн († 1350). Те имат децата:
- Салентин V фон Изенбург († 30 ноември 1420), женен пр. 6 май 1371 г. за Аделхайд фон Изенбург-Аренфелс († сл. 1401), дъщеря на Герлах II фон Изенбург-Аренфелс († 1371)
- ? Ирмгард фон Изенбург-Гренцау († сл. 1438)